# Jílák (Rokytno)
Jílák je vodní plocha o rozloze 0,34 ha nalézající se u malého lesíka asi 1 km severně od centra obce Rokytno v okrese Pardubice. Vodní plocha vznikla na místě bývalého zatopeného hliniště, které bylo po ukončení těžby využíváno jako skládka odpadů. Skládka byla sanována, povrch byl překryt minerálním těsněním a byla vybudována drenáž.

## Galerie

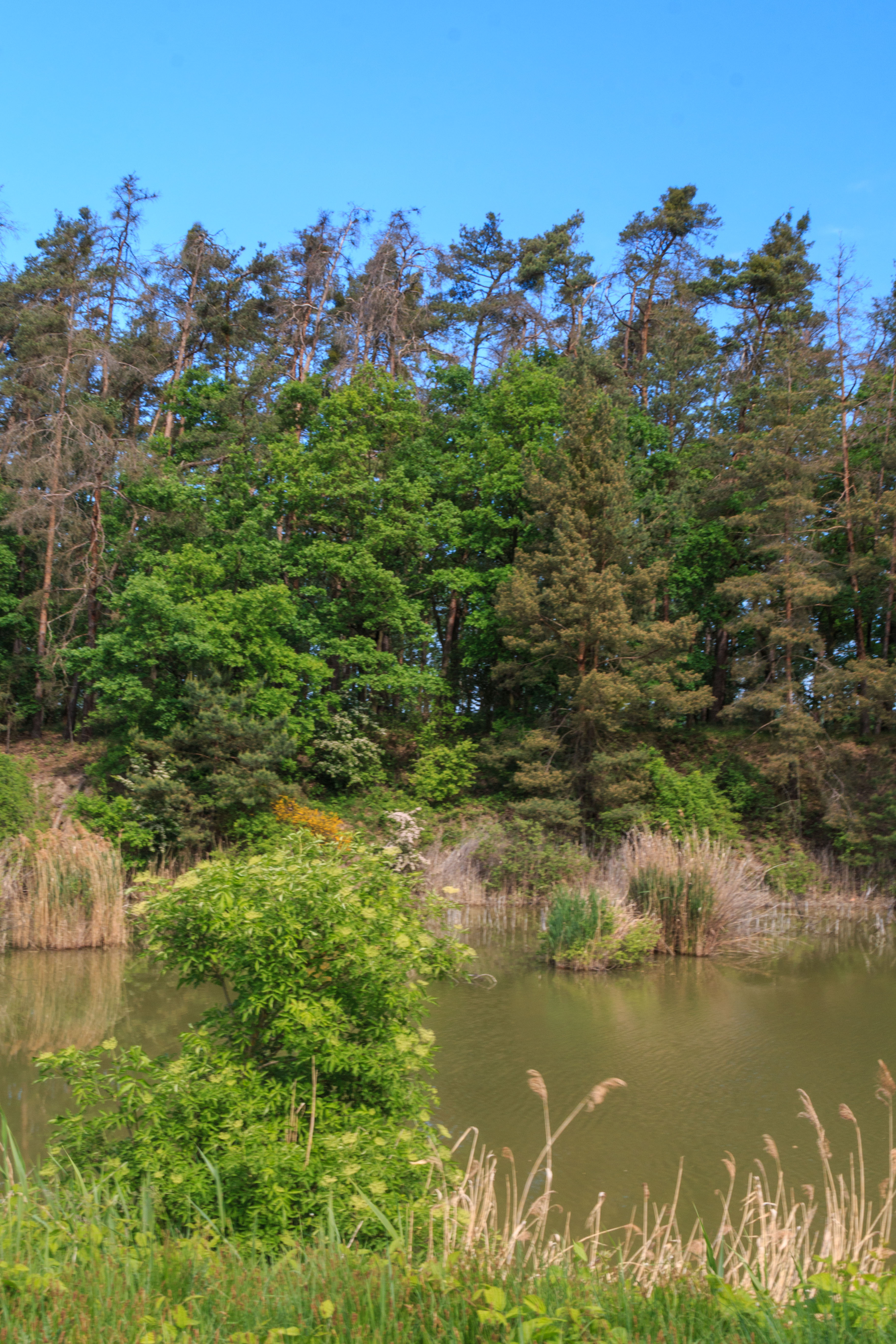
pohled na Jílák u Rokytna
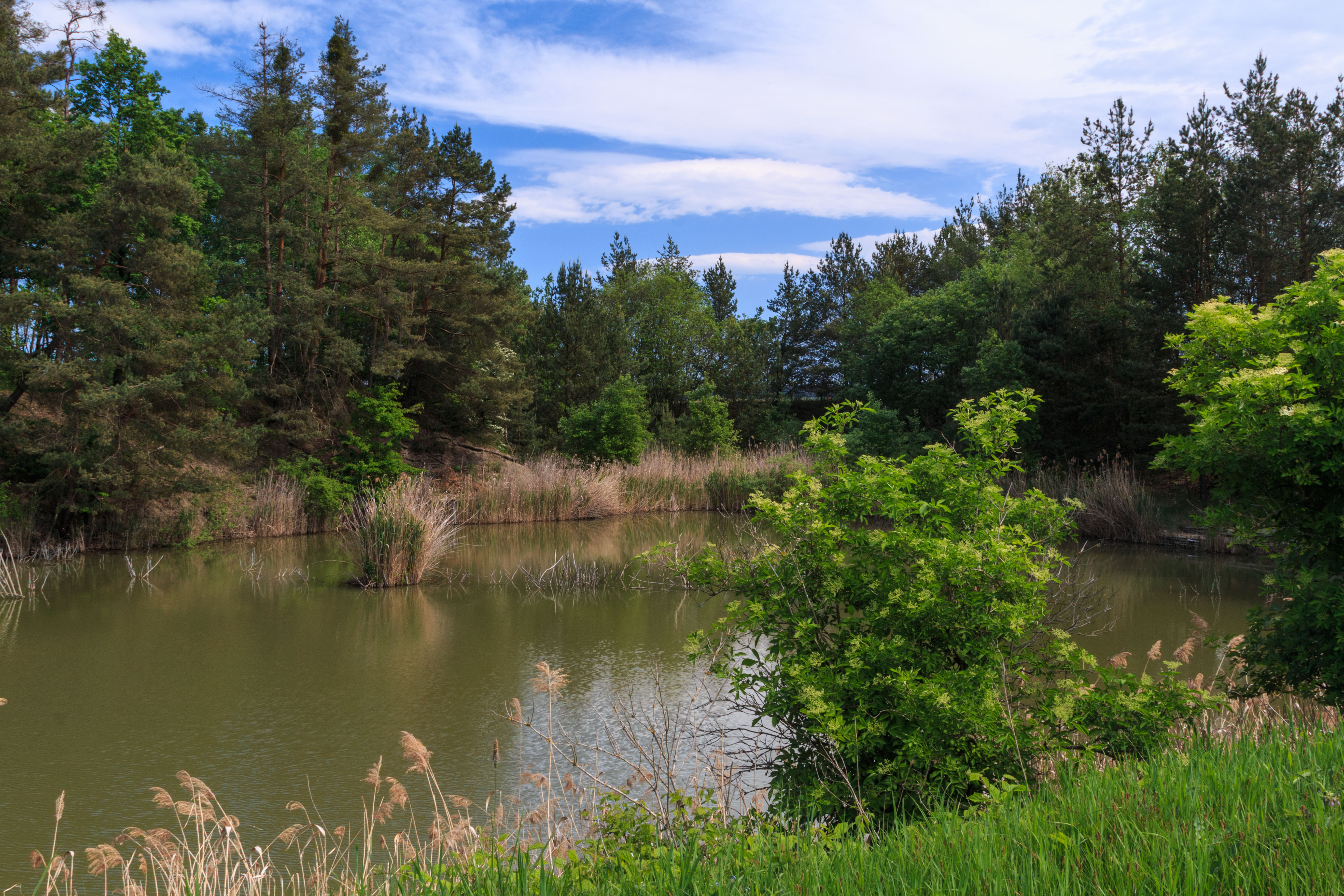
pohled na Jílák u Rokytna
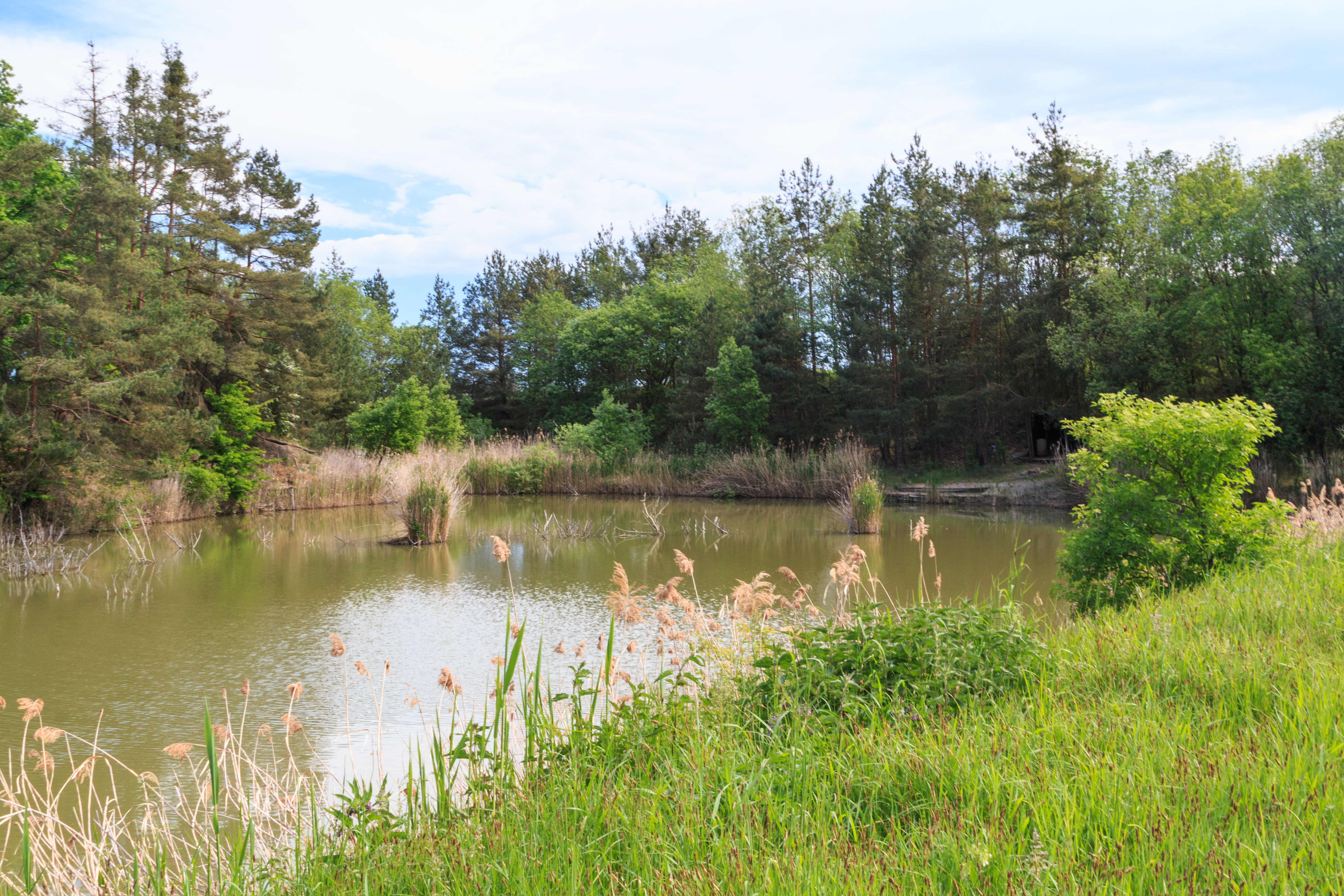
pohled na Jílák u Rokytna